# Soleilhas
Soleilhas é uma comuna francesa na região administrativa da Provença-Alpes-Costa Azul, no departamento dos Alpes da Alta Provença. Estende-se por uma área de 34,53 km². Em 2010 a comuna tinha 94 habitantes (densidade: 2,7 hab./km²).